# ハーゲ
ハーゲ (Hage) はドイツ連邦共和国ニーダーザクセン州東フリースラント地方の町。アウリッヒ郡に属し、北海沿岸のノルデンから約5km東の内陸部に位置する。人口は約6000人（2015年調査）。周辺の5自治体からなるザムトゲマインデ・ハーゲ（ハーゲ集合区）の首邑である。